# Johannes Altherr
Johannes Altherr (* 16. März 1850 in Speicher; † 2. März 1928 in Speicher; heimatberechtigt in Speicher) war ein Schweizer Unternehmer und Regierungsrat aus dem Kanton Appenzell Ausserrhoden.

## Leben
Johannes Altherr kam als Sohn von Johann Konrad Altherr, Stickereifabrikant und Oberrichter, und Elisabeth Altherr geborene Rüsch 1850 zur Welt. Im Jahr 1875 heiratete er in erster Ehe Babette Eugster, eine Tochter von Jakob Eugster, dem Besitzer des Gutes Megglen in Speicher. Nach seiner Scheidung heiratete er 1880 in zweiter Ehe Anna Leumann, eine Tochter des Kommandanten Johann Jakob Leumann.
Von 1861 bis 1866 besuchte Johannes Altherr die Kantonsschule Trogen, bevor er von 1866 bis 1868 eine kaufmännische Ausbildung in Le Locle absolvierte. Von 1870 bis 1873 arbeitete er als Angestellter im Textilhandelshaus seines Onkels Adolf Rüsch in New York. 1876 übernahm Johannes Altherr zusammen mit seinem Bruder den väterlichen Appreturbetrieb, zog sich aber zugunsten seiner richterlichen Tätigkeit allmählich aus dem Geschäftsleben zurück. Seinen Geschäftsanteil trat er 1907 dem Sohn seines Bruders ab.
Von 1882 bis 1888 wirkte Altherr als Bezirksrichter. Anschliessend, im Jahr 1888, wurde er in den Regierungsrat von Appenzell Ausserrhoden gewählt und blieb bis 1894 im Amt. Von 1894 bis 1904 und später nochmals von 1907 bis 1923 amtete er als Oberrichter. Dazwischen, von 1896 bis 1904, war Johannes Altherr Obergerichtspräsident. Er war massgeblich verantwortlich für die Verbesserung des kantonalen Untersuchungswesens.